# Manfred Kanther
Manfred Kanther, né le 26 mai 1939 à Schweidnitz, aujourd'hui en Pologne, est un homme politique allemand membre de l'Union chrétienne-démocrate d'Allemagne (CDU). Il est ministre des Finances de Hesse entre 1987 et 1991 et ministre fédéral de l'Intérieur entre 1993 et 1998. Les révélations faites dans l'affaire des caisses noires de la CDU (2000) mettent un terme à sa carrière politique.

## Biographie

### Jeunesse et études
Après avoir été expulsé de Silésie avec sa famille, il passe son Abitur en Thuringe en 1958, puis suit des études de droit à Bonn et Marbourg. Cette même année, il adhère à la CDU.
Il obtient son premier diplôme juridique d'État en 1962, et le second quatre ans plus tard. Entre-temps, il effectue un stage à Lüdenscheid. Il occupe le poste de directeur des services juridiques de la ville de Plettenberg de 1967 à 1970.

### Débuts et ascension en politique
En 1970, il est nommé coordinateur régional de la CDU de Hesse et se fait élire en 1974 député au Landtag. Il prend alors les fonctions de coordinateur du groupe parlementaire.
Il devient secrétaire général régional du parti en 1980, un poste qu'il abandonne lorsqu'il est nommé ministre des Finances du Land dans la coalition noire-jaune du chrétien-démocrate Walter Wallmann.

### Une montée fédérale
Il est réélu député régional le 20 janvier 1991 et prend la tête du groupe chrétien-démocrate, revenu dans l'opposition après la victoire du Parti social-démocrate d'Allemagne (SPD). Il prend par la suite la présidence de la CDU dans le Land et se voit élu en 1992 membre de la présidence fédérale du parti.
Le 7 juillet 1993, Manfred Kanther est nommé ministre fédéral de l'Intérieur d'Allemagne par Helmut Kohl.
Élu au Bundestag lors des élections du 16 octobre 1994, il est reconduit dans ses fonctions le 17 novembre suivant. Au cours de son mandat, il est présenté comme le ministre « de la loi et de l'ordre », c'est-à-dire tenant d'une politique de sécurité très stricte.

### L'échec de 1995
Il se présente aux élections régionales du 19 février 1995 contre le ministre-président sortant Hans Eichel. Bien qu'il soit arrivé en tête du scrutin avec 45 députés sur 110 contre 44 au SPD, ce dernier conserve le pouvoir en reconduisant sa coalition avec l'Alliance 90 / Les Verts, qui remporte 13 sièges au Landtag.

### Retrait de la vie politique
Il est réélu député fédéral le 27 septembre 1998, et quitte son ministère un mois après, du fait de l'arrivée au pouvoir d'une coalition rouge-verte. Au congrès fédéral de la CDU, il abandonne toute responsabilité. Il est contraint de renoncer à son mandat parlementaire le 25 janvier 2000, à la suite de l’affaire des caisses noires.
Il exerce aujourd'hui la profession d'avocat.

### Vie privée
Il est marié depuis plus de cinquante ans à Barbara Kanther et est père de six enfants.

## Annexe